# جنة عبد الرزاق القريني
جنّة عبد الرزّاق محمد حبيب القريني (1955) شاعرة كويتية. ولدت في مدينة البصرة. مجازة في الفلسفة. تعمل في إدارة مكتب الأمين العام للمجلس الوطني للثقافة والفنون والآداب. من دواوينه الشعرية من حدائق اللهب 1988 والفجيعة 1991.

## السيرة الذاتية
الشاعرة جنة عبد الرزاق محمد حبيب القريني ولدت في مدينة البصرة بالعراق عام 1965م وعاشت بالكويت بمدينة الأحمدي في بيت والدها ولم تغادر خلال الإحتلال.
نشأت في أسرة دينية تعرف باسم (بيت الشيخ) فقد كانت الطفلة الوحيدة لأبويها، مات أباها وهي لم تزل طفلة، فشبت في أحضان الأم وجهدها وأعمامها -الاربعة- الذين ساهموا في تشكيل وجدانها الثقافي وهكذا نشأت في أسرة مثقفة ملتزمة بالتحفظ، فلم يكن جدها يسمح لها بالخروج أو الزيارات أو الذهاب إلى صديقاتها.
فهي الطفلة الوحيدة لامها التي وهبتها حياتها وذاتها ولم تفكر في الزواج إطلاقاً.
كان جدها يمتلك مكتبة عامرة بشتى أنواع الكتب التراثية والأدبية والسياسية والدينية وهي مجالات شاملة لموضوعات سياسية وأبية تطالعها الطفلة في شغل وحب عميق.
لفت سمعها منذ طفولتها قصائد المتنبي والجواهري والسياب وغيرهم.
كتبت أول قصيدة لها وهي في نهاية المرحلة الثانوية.
شاركت في العديد من الأسابيع الثقافية في كل من بغداد واليمن والأردن والجزائر وغيرها.
- تعمل في المجلس الوطني للثقافة والفنون والآداب.
- عضو رابطة الأدباء في الكويت.

## دراستها
درست جميع مراحل تعليمها في الكويت ابتداء من الروضة إلى الجامعة، فحصلت على الثانوية العامة في عام 1974 م، وحصلت على ليسانس في الفلسفة من جامعة الكويت عام 1980م.

## الأنشطة
-شاركت في معظم الأسابيع الثقافية والمناسبات الشعرية التي دعيت لها، داخل الكويت -وخارجها.
-قامت بنشر معظم قصائدها في مجلة (البيان) التي تصدر عن رابطة الأدباء، وفي الصحف المحلية والخليجية.
-تقول الشاعرة جنة: الذي شجعني على اتساع دائرة التفكير رائدة مسيرتي الحياتية، الإنسانة التي حملتني إلى هذا العالم بأمانة من ذلك العالم العلوي، هي معلمتي الأولى ورفيقة دربي قبل أن تكون أمي. ومنذ ذلك الحين أخذت دائرة التفكير لديّ في الدوران، ثم ازداد نموها، فازداد تقدرتها على الدوران حتى بلغت ذروتها في الآن الحاضر.

## بداياتها ودواوينها
كتبت أول قصائدها وهي في نهاية المرحلة الثانوية.
- من حدائق اللهب (ديوان) صدر عام 1988م، شركة الربيعان الكويت.
- الفجيعة (ديوان) صدر عام 1991م – دار الكتب.

## من أعمالها

### الفجيعة[4]
كلامٌ يجرّ ذيول كلامْ
برأسي، وبركانُ شكّ
ينامْ
وأشجارُ صيفٍ
تُشيحُ بأوراقها الشَّاحباتِ
وتلوي غصونَ اعتلال الملامْ
وجوهٌ تُطلُّ
وجوهٌ تغيب بجيب الظَّلامْ
ووجهٌ بعيدٌ بعيدٌ بعيدْ
مداهُ يُزيحُ غيومَ الظلامْ
ويبقى بعيدًا بعيدًا بعيدْ
فتأتي صحاري سمومٍ تطنُّ
وأسياف وقتٍ سقيمٍ يئنُّ
ومصباحُ صبرٍ عريقٍ تصيحْ
به جذوةٌ من شعاعٍ جريحْ